# Poziom swobody ruchu
Poziom swobody ruchu (PSR) – jakościowa miara warunków ruchu na drodze, uwzględniająca odczucia kierowców i innych użytkowników (np. pieszych, rowerzystów). Obecnie poziom swobody ruchu (PSR) określa się za pomocą wielu metod a najpopularniejszą z nich jest amerykańska metoda HCM (Highway Capacity Manual). Dosyć znana jest także metoda niemiecka HBS. 
Poziom swobody ruchu określa się literą od A do F, gdzie A – najlepsza swoboda ruchu, mało samochodów, możliwość wyboru dowolnej prędkości, a F – najgorsza swoboda ruchu, bardzo dużo samochodów, prędkość narzuca kolejka pojazdów.
Aby obliczyć PSR, należy znać natężenie ruchu panujące na rozpatrywanej drodze w szczytowej godzinie. Następnie za pomocą algorytmów opisanych w danej metodzie określa się kluczowy parametr, który porównuje się z graniczną wartością przypisaną do odpowiedniej litery.
Znajomość tej wartości pozwala określić np. potrzebę rozbudowy drogi.